# Biały Bór
Biały Bór è un comune urbano-rurale polacco del distretto di Szczecinek, nel voivodato della Pomerania Occidentale.
Ricopre una superficie di 270,23 km² e nel 2005 contava 5 176 abitanti.